# Giuseppe Cardoni
Giuseppe Cardoni (* 27. Februar 1802 in Rom; † 7. April oder 8. April 1873 ebenda) war ein italienischer Geistlicher, Bischof und Präsident der Akademie für den kirchlichen Adel.

## Leben
Er empfing am 18. April 1825 das Sakrament der Priesterweihe und wurde vom Römischen Seminar am 29. Dezember zum Doctor iuris utriusque und am 16. August 1830 zum Doktor der Theologie promoviert. Giuseppe Cardoni war Professor für Moraltheologie an der Apollinaria, daneben Kanoniker von Santa Maria Maggiore, Examinator des römischen Klerus, Vizepräsident der Akademie für den kirchlichen Adel und Päpstlicher Geheimkämmerer. Am 9. Mai 1846 trat er als Konsultor der Indexkongregation in den Dienst der Kurie und wurde am 2. Mai 1847 Konsultor der Kongregation für Ablässe und die heiligen Reliquien. Zum Präsidenten der Akademie für den kirchlichen Adel wurde er am 15. September 1848 ernannt, diese Position hatte er bis zu seinem Tod inne.
Papst Pius IX. ernannte ihn am 27. September 1852 zum Titularbischof von Carystus. Die Bischofsweihe spendete ihm am 7. November desselben Jahres Kardinal Lodovico Altieri; Mitkonsekratoren waren Erzbischof Antonio Ligi-Bussi OFMConv sowie Vincenzo Tizzani CRL, ehemaliger Bischof von Terni. Giuseppe Cardoni wurde am 16. Juni 1856 zum Sekretär der Kongregation für die Examinierung der Bischöfe bestellt. Am 21. Dezember 1863 wurde er zum Bischof von Recanati und Loreto ernannt, dieses Amt übte er bis zu seinem Rücktritt am 22. Februar 1867 aus und wurde danach zum Titularerzbischof von Edessa in Osrhoëne erhoben. Am 9. Juni 1870 wurde er Präfekt des Päpstlichen Geheimarchivs als Nachfolger von Augustin Theiner, der von Pius IX. seiner Ämter enthoben worden war. Giuseppe Cardoni nahm am Ersten Vatikanischen Konzil teil.
Giuseppe Cardoni starb in der Nacht vom 7. auf den 8. April 1873 in Rom.

## Veröffentlichungen
- Elucubratio de dogmatica Romani pontificis infallibilitate eiusque definibilitate. Civiltà Cattolica, Rom 1870.[1]
- Epistola pastoralis ad clerum populumque universum recinetensem et lauretanum, Rom 1864[2]